# Josephine Lovett
Josephine Lovett, nata Josephine Shaw (San Francisco, 21 ottobre 1877 – Rancho Santa Fe, 17 settembre 1958), è stata una sceneggiatrice statunitense candidata nel 1930 al Premio Oscar per il film Le nostre sorelle di danza.

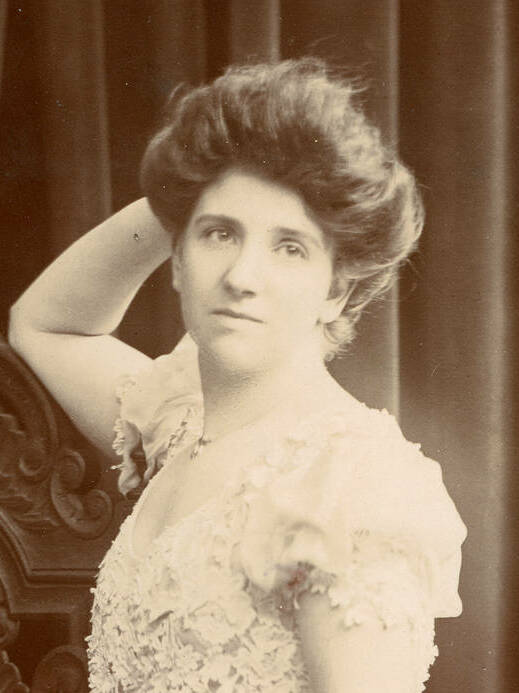
Josephine Lovett, stage actress in 1906

Era sposata al regista John S. Robertson con il quale collaborò numerose volte.

## Filmografia
- Love and Trout, regia di John S. Robertson - cortometraggio (1916)
- His Wife's Good Name, regia di Ralph Ince (1916)
- Away Goes Prudence, regia di John S. Robertson (1920)
- Sentimental Tommy, regia di John S. Robertson (1921)
- La maschera di carne (Footlights), regia di John S. Robertson (1921)
- Love's Boomerang, regia di John S. Robertson (1922)
- The Spanish Jade, regia di John S. Robertson (1922)
- La ragazza del West (Tess of the Storm Country), regia di John S. Robertson (1922)
- Crepuscolo d'amore (Outcast), regia di Chet Withey (1922)
- La lama nel pugno (The Fighting Blade), regia di John S. Robertson (1923)
- The Rendezvous, regia di Marshall Neilan (1923)
- Twenty-One, regia di John S. Robertson (1923)
- The Enchanted Cottage, regia di John S. Robertson (1924)
- Classmates, regia di John S. Robertson (1924)
- New Toys, regia di John S. Robertson (1925)
- Sinfonia tragica (Soul-Fire), regia di John S. Robertson (1925)
- Shore Leave, regia di John S. Robertson (1925)
- Annie Laurie la fanciulla scozzese (Annie Laurie), regia di John S. Robertson (1927)
- The Bugle Call, regia di Edward Sedgwick (1927)
- The Road to Romance, regia di John S. Robertson (1927)
- Le nostre sorelle di danza (Our Dancing Daughters), regia di Harry Beaumont (1928)
- Donna che ama (The Single Standard), regia di John S. Robertson (1929)
- Ragazze americane (Our Modern Maidens), regia di Jack Conway (1929)
- Che tipo di vedova! (What a Widow!), regia di Allan Dwan, Dudley Murphy e James Seymour (1930)
- The Road to Reno, regia di Richard Wallace (1931)
- Corsair, regia di Roland West (1931)
- Tomorrow and Tomorrow, regia di Richard Wallace (1932)
- Thunder Below, regia di Richard Wallace (1932)
- Hot Saturday, regia di William A. Seiter (1932)
- Madame Butterfly, regia di Marion Gering (1932)
- Jennie (Jennie Gerhardt), regia di Marion Gering (1933)
- Il cantico dei cantici (The Song of Songs), regia di Rouben Mamoulian (1933)
- Two Alone, regia di Elliott Nugent (1934)
- Captain Hurricane, regia di John S. Robertson (1935)